# Лінійне (Ялтинський район)
Лінійне (крим. Liniyne) — селище в Україні, у складі Ялтинського району Автономної Республіки Крим.
Відстань від райцентру до населеного пункта становить 8 кілометрів по прямій.
Перша документальна згадка селища зустрічається у «Довіднику адміністративно-територіального поділу Кримської області на 15 червня 1960 року», згідно з яким селище було складі Гурзуфської селищної ради.